# Rio Rappahannock
O rio Rappahannock é um rio no leste da Virgínia, nos Estados Unidos, com aproximadamente 314 km de comprimento. Atravessa toda a parte norte do estado, desde as Montanhas Blue Ridge, no oeste, onde nasce, através da região denominada Piedmont até à escarpa Atlantic Seaboard, e depois pela planície costeira para seguir até à Baía de Chesapeake, a sul do rio Potomac.
O Rappahannock é um rio importante na história inicial dos Estados Unidos, pois o seu vale era uma área de ocupação de povos indígenas. Durante a era colonial, os primeiros assentamentos na Colônia da Virgínia foram formados ao longo do rio. Foi o centro de um grande teatro de batalha na Guerra Civil Americana, onde dezenas de milhares de tropas a lutarem entre si. Cerca de 10 000 escravos afro-americanos escaparam do outro lado do rio para as linhas e a liberdade da União, após a primeira Batalha de Fredericksburg. Devido ao significado do rio como obstáculo aos movimentos norte-sul, o Rappahannock efetivamente funcionou como a fronteira do teatro oriental da guerra, entre o "Norte" (a União) e o "Sul" (Estados Confederados da América).
O rio drena uma área de 7380 km2, aproximadamente 6% da área do estado da Virgínia. Grande parte da bacia hidrográfica é rural e florestal, mas seu desenvolvimento aumentou desde o final do século XX, com a expansão para o sul dos subúrbios de Washington, DC.